# Dictionary of Women Artists
Dictionary of Women Artists est un dictionnaire biographique britannique et américain d'histoire de l'art publié depuis 1997. Édité en deux volumes, il présente les notices de plus de 600 femmes artistes occidentales nées entre le Moyen Âge et 1945.
Outil historiographique lié aux études culturelles regardant les femmes, il est édité par Delia Gaze (en), accompagnée de vingt-trois conseillers et plus de cent contributeurs. Gaze est écrivaine pour l’Oxford Dictionary of National Biography et y a écrit plusieurs fiches biographiques publiées depuis la version de 2004.
L'ouvrage est abondamment cité comme référence sur les artistes féminines occidentales ; il se restreint d'ailleurs à cette thématique. Le dictionnaire contient une liste des artistes par ordre alphabétique et par ordre chronologique, ainsi qu'une bibliographie des sources utilisées. En préambule des biographies, est présentée une série d'études introductrices du genre qui classe les femmes dans des catégories. Plusieurs femmes artistes mentionnées dans ces études ne possèdent pas de notice biographique afférente, l'éditeur jugeant qu'il ne dispose pas de suffisamment de documents pour que l'artiste entre dans les critères de sélection. 
Cet ouvrage se veut une mise à jour d'une œuvre de référence antérieure qui incluait 21 000 femmes peintres, sculptrices, graveurs et illustratrices : le Dictionary of Women Artists: An International Dictionary of Women Artists Born Before 1900 de Chris Petteys (1985.
En 2001, Gaze a produit une version abrégée, contenant une sélection des biographies dans un seul volume.

## Lecture en ligne
- (en) Delia Gaze (dir.), Dictionary of Women Artists, volume 1, Fitzroy Dearborn Publishers / Routledge, 1er juillet 1997, 788 p. (ISBN 9781884964213, lire en ligne) (A-I)
- (en) Delia Gaze (dir.), Dictionary of Women Artists, volume 2, Fitzroy Dearborn Publishers / Routledge, 1er juillet 1997, 812 p. (ISBN 9781884964213, lire en ligne) (J-Z)